# COLLECTION
『COLLECTION』（コレクション）は、中山美穂の初のシングル・コレクション・アルバム。1987年11月15日にキングレコードから発売された。規格品番はLP:K28A 830、CT:K28H 1040、CD:K32X 200。

## 概要
1985年のデビュー曲「C」から1987年の「CATCH ME」までの全シングルA面曲が発売順に収録されている。なお「C」と「ツイてるねノッてるね」の2曲は、表記されていないがアルバム・バージョン（リミックス）となっている（2006年の再発盤ではシングル・バージョンに差し替えられている）。
本作で初めてオリコン・アルバムチャートの1位を獲得し、1987年と1988年両方のアルバム年間売上トップ40にランクインする好セールスを記録した。また、翌年に発表された第2回日本ゴールドディスク大賞のヤングアイドル（女性ソロ）部門の受賞作であり、同賞の "The Best Artist of the Year" も受賞している。
ジャケットは篠山紀信が撮影したものである。CDとカセットテープとではジャケット写真が少々異なる。
2014年6月25日には、本作を含む『COLLECTION』シリーズ4作品のハイレゾ音源による配信が開始された。音源は全曲にリマスターが施されたものとなっている。

## 収録曲

### LP / CT
| #  | タイトル                    | 作詞       | 作曲       | 編曲     | 時間 |
| -- | --------------------------- | ---------- | ---------- | -------- | ---- |
| 1. | 「「C」」                   | 松本隆     | 筒美京平   | 萩田光雄 | 3:28 |
| 2. | 「生意気」                  | 松本隆     | 筒美京平   | 船山基紀 | 3:19 |
| 3. | 「BE-BOP-HIGHSCHOOL」       | 松本隆     | 筒美京平   | 萩田光雄 | 3:51 |
| 4. | 「色・ホワイトブレンド」    | 竹内まりや | 竹内まりや | 清水信之 | 4:13 |
| 5. | 「クローズ・アップ」        | 松本隆     | 財津和夫   | 大村雅朗 | 3:59 |
| 6. | 「JINGI・愛してもらいます」 | 松本隆     | 小室哲哉   | 大村雅朗 | 3:50 |

| #  | タイトル                  | 作詞     | 作曲     | 編曲               | 時間 |
| -- | ------------------------- | -------- | -------- | ------------------ | ---- |
| 1. | 「ツイてるね ノッてるね」 | 松本隆   | 筒美京平 | 大村雅朗・船山基紀 | 3:43 |
| 2. | 「WAKU WAKUさせて」       | 松本隆   | 筒美京平 | 船山基紀           | 3:58 |
| 3. | 「「派手!!!」」           | 松本隆   | 筒美京平 | 船山基紀           | 4:01 |
| 4. | 「50/50」                 | 田口俊   | 小室哲哉 | 船山基紀           | 3:42 |
| 5. | 「CATCH ME」              | 角松敏生 | 角松敏生 | 角松敏生           | 4:12 |

### CD
| #   | タイトル                    | 作詞       | 作曲       | 編曲               | 時間 |
| --- | --------------------------- | ---------- | ---------- | ------------------ | ---- |
| 1.  | 「「C」」                   | 松本隆     | 筒美京平   | 萩田光雄           | 3:28 |
| 2.  | 「生意気」                  | 松本隆     | 筒美京平   | 船山基紀           | 3:19 |
| 3.  | 「BE-BOP-HIGHSCHOOL」       | 松本隆     | 筒美京平   | 萩田光雄           | 3:51 |
| 4.  | 「色・ホワイトブレンド」    | 竹内まりや | 竹内まりや | 清水信之           | 4:13 |
| 5.  | 「クローズ・アップ」        | 松本隆     | 財津和夫   | 大村雅朗           | 3:59 |
| 6.  | 「JINGI・愛してもらいます」 | 松本隆     | 小室哲哉   | 大村雅朗           | 3:50 |
| 7.  | 「ツイてるね ノッてるね」   | 松本隆     | 筒美京平   | 大村雅朗・船山基紀 | 3:43 |
| 8.  | 「WAKU WAKUさせて」         | 松本隆     | 筒美京平   | 船山基紀           | 3:58 |
| 9.  | 「「派手!!!」」             | 松本隆     | 筒美京平   | 船山基紀           | 4:01 |
| 10. | 「50/50」                   | 田口俊     | 小室哲哉   | 船山基紀           | 3:42 |
| 11. | 「CATCH ME」                | 角松敏生   | 角松敏生   | 角松敏生           | 4:12 |

## 再発盤
- 1989年12月25日 - GOLD CD（完全限定盤330A-50087／同アルバムを含む1988年までに発売されたアルバム全てがGOLD CDで完全限定同日発売された）
- 1998年3月4日 - CD（廉価盤KICS-667／オリジナル盤より音圧レベルが上がっている。赤色の帯に変更）
- 2006年2月1日 - CD（廉価盤KICS-1218／アルバム・バージョンで収録されていた2曲がシングル・バージョンに差し替え、帯がピンク色の新しいバージョンに変更、リマスタリング仕様）
- 2007年 - iTunes配信（アルバム・バージョンで収録されていた2曲はシングル・バージョンに差し替え）
- 2014年6月25日 - ハイレゾ配信（2014リマスター、ハイレゾ音源にて今作含むCOLLECTIONシリーズ全てが同日配信開始／配信元：mora、e-onkyo music、VICTOR STUDIO HD-Music）